# Visconde de Ferreira Alves
Visconde de Ferreira Alves é um título nobiliárquico criado por D. Luís I de Portugal, por Decreto de 6 de Junho de 1870, em favor de José Ferreira Alves.
Titulares
1. José Ferreira Alves, 1.º Visconde de Ferreira Alves.